# Tour UniCredit
La tour UniCredit (en italien : Torre UniCredit) est un gratte-ciel de Milan en Italie.

## Histoire
Les travaux de construction du gratte-ciel, commencés en 2008, sont achevés en 2012. Il sert de siège social à la banque UniCredit. Le projet été conçue par César Pelli.

## Description
Le bâtiment est situé dans le quartier de Porta Nuova près de la gare de Milan-Porta Garibaldi à Milan en Italie. Si l'on compte sa flèche, c'est le plus grand gratte-ciel d'Italie.